# Pârjol
Pârjol là một xã thuộc hạt Bacău, România. Dân số thời điểm năm 2002 là 6773 người.